# Festival international du film de Thessalonique 1995
Le Festival international du film de Thessalonique 1995 fut la 36e édition du Festival international du film de Thessalonique. Elle se tint du 3 au 12 novembre 1995.

## Palmarès

### Alexandre d'or
- Postman (film) (en) de He Jianjun (en)
  - La Haine de Mathieu Kassovitz

### Alexandre d'argent
- Petite Sœur de Robert Jan Westdijk

### prix FIPRESCI
- Makoto Shinozaki (Okaeri)

### Prix artistique
- Koridorius de Sharunas Bartas

### Meilleur réalisateur
- Makoto Shinozaki (Okaeri)

### Meilleur scénario
- Herz aus Stein (Nikos Ligouris et Claus Wilbrandt)

### Meilleure actrice
- Anouk Grinberg (Sale Gosse)

### Meilleur acteur
- Sami Bouajila (Bye-bye)